# Stichonodon
Genre
Stichonodon est un genre de poissons téléostéens de la famille des Characidae et de l'ordre des Characiformes. Le genre Stichonodon est mono-typique, c'est-à-dire qu'il n'est composé que d'une seule espèce, Stichonodon insignis.

## Liste d'espèces
Selon FishBase (13 juin 2015):
- Stichonodon insignis (Steindachner, 1876)